# ويكيبيديا الماليالامية
ويكيبيديا الماليالامية (الماليالامية:മലയാളം വിക്കിപീഡിയ) هي النسخة الماليالامية من مشروع ويكيبيديا. ابتدأت في 21 ديسمبر 2001. وتحل ويكيبيديا الماليالامية المرتبة العاشرة من حيث عمق المقالات.

## التغطية الإعلامية والنمو
كانت أول تغطية إعلامية رئيسية حول ويكيبيديا الماليالامية في 2 سبتمبر 2007، عندما غطت صحيفة ماثروبومي اليومية المشروع على نطاق واسع في ملحق يوم الأحد. أثار هذا اهتمامًا كبيرًا بمشروع ويكيبيديا وانضم عدد كبير من المستخدمين إلى المشروع وبدأوا في المساهمة.
عندما عبرت ويكيبيديا 10000 مقالة في 1 يونيو 2009، غطت الحدث العديد من الصحف الورقية والإلكترونية. أطلقت نسخة الهاتف المحمول من ويكيبيديا المالايالامية في فبراير 2010.

## الإحصائيات
| عدد المستخدمين المسجلين | عدد المستخدمين النشيطين | عدد المقالات | صفحات المحتوى | عدد التعديلات | عدد الملفات المرفوعة | عدد الإداريين |
| ----------------------- | ----------------------- | ------------ | ------------- | ------------- | -------------------- | ------------- |
| 192٬189                 | 215                     | 86٬780       | 542٬463       | 4٬277٬585     | 7٬348                | 14            |